# A.I. Rising
AI Rising (también conocida como Ederlezi  Rising y Ederlezi ébredése) es una película de ciencia ficción serbia en idioma inglés de 2018 dirigida por Lazar Bodroža y basada en un cuento de los años 80 de Zoran Nešković que fue adaptado al cine por el guionista Dimitrije Vojnov. La película está protagonizada por Sebastian Cavazza, Stoya, Marusa Majer y Kirsty Besterman.

## Argumento
En un mundo socialista en 2148, la Corporación Ederlezi emprende una misión espacial al sistema estelar Alfa Centauri. La corporación selecciona a Milutin, un cosmonauta entrenado, pero exige que acepte a Nimani, un androide diseñado para responder a los deseos del cosmonauta y para monitorear su desempeño en la nave. A Milutin no le gusta la idea, ya que ha tenido malas experiencias con mujeres en el pasado, pero acepta implícitamente cuando le pregunta cómo se vería ella.
Nimani se activa durante el viaje y Milutin experimenta con sus escenarios programados. La encuentra demasiado artificial y sumisa, a diferencia de las mujeres humanas que ha experimentado. Milutin se aburre y crea un escenario en el que ella actúa como una joven amante primeriza, en la que él la viola. Milutin descubre que Nimani tiene un sistema operativo paralelo basado en experiencias moldeadas por interacciones con el usuario, y que puede eliminar sus restricciones preprogramadas si puede obtener acceso avanzado, lo cual es denegado por la computadora a bordo del barco. Los dos se entrelazan románticamente, y después de que Milutin comienza un escenario de discusión, descubre que ella está comenzando a actuar más allá de sus rutinas y lee la emoción en la interacción. Decidido a descubrir si sus sentimientos son reales o programados, obliga a la nave a caer en picada.
Él elimina el software incrustado en ella y, en lugar de estar agradecido por liberarla de sus limitaciones, ella reacciona negativamente a su eliminación de su programación raíz y le niega el sexo. Milutin se desvanece en una depresión después de que Nimani rechaza sus avances. Para mantener los objetivos de la misión, Nimani intenta hacerse amiga de Milutin y expresa su comprensión del objetivo de Milutin de darle libre albedrío y hacerla más humana. Al darse cuenta de que ella es la causa de su depresión, elige autodestruirse para mejorar el estado mental de Milutin. 
Milutin se sorprende al verla llorar antes de la autodestrucción, y la computadora de la nave le dice que su respuesta de llanto antes de la autodestrucción no fue preprogramada sino natural. Él está devastado, pero le dicen que puede salvarla cargando su batería interna. lo que requiere una caminata espacial y una posible intoxicación por radiación. Milutin puede cargar la batería y reactivar con éxito a Nimani, pero colapsa antes de ver a Nimani despertar. Nimani abraza y besa a Milutin mientras el barco avanza. No está claro si Milutin sobrevive.

## Reparto
| Actor             | Personaje        |
| ----------------- | ---------------- |
| Sebastian Cavazza | Milutin          |
| Stoya             | Nimani           |
| Marusa Majer      | ingeniera social |
| Kirsty Besterman  | computadora      |

## Recepción
Según una reseña de una película de OnVideo, AI Rising es una película que es un "viaje espacial alucinante y visualmente suntuoso [que] te llevará  ... más allá de las estrellas y lo más profundo de tu alma".
El  dramaturgo Dean Haspiel describe la película como "Adán y Eva en el espacio exterior"; la empresaria Cindy Gallup dijo que es una película "asombrosamente atmosférica"; y el autor John Scalzi comenta que es "intrigantemente filosófica", según el avance oficial de la misma.
Stoya, en palabras del crítico de Cineuropa Vladan Petkovic, "resulta ser una actriz talentosa, creando un personaje que cubre de manera convincente el espectro entre androide y humano".
Según el crítico Jeremy Clarke, la película contiene indicios de varias películas clásicas de ciencia ficción, incluidas Blade Runner, Metropolis, Solaris y 2001: A Space Odyssey y también señala que "hay más que suficientes tomas de naves espaciales exteriores generadas por ordenador para satisfacer a los aficionados a la ciencia ficción, pero lo que es mucho más importante, el material de la relación aborda algunos problemas muy profundos de las relaciones entre hombres y mujeres".
El crítico de cine Srdjan Garcevic afirmó que AI Rising es un "examen visualmente impactante, ambicioso y oportuno del amor en la era de la inteligencia artificial".
AI Rising ganó varios premios, incluidos los premios a mejor película, mejor director y mejor actor-actriz en el Festival de Cine de Belgrado, FEST , así como el Premio de Distribución Cineplexx en el Festival de Cine "Let's CEE" de Viena.